# Charly Gaudriot
Karl „Charly“ Gaudriot (eigentlich Gaudriczek) (* 12. März 1895 in Wien; † 15. April 1978 ebenda) war ein österreichischer Jazz- und Unterhaltungsmusiker (Klarinettist, Saxophonist, Kapellmeister, Komponist) sowie Musikpädagoge.

## Leben
Gaudriot studierte von 1909 bis 1914 Klarinette an der damaligen Wiener Musikakademie bei Franz Bartolomey (1865–1920). Ab 1918 war er als Klarinettist bei den Wiener Philharmonikern, mit denen er 1926 auf Südamerika-Tournee ging. Dort lernte er Jazz und vor allem den Klang des Saxophons kennen, dessen Beherrschung er sich autodidaktisch aneignete. 1928 stieg er bei den Philharmonikern aus und gründete die Jazzkapelle Charly Gaudriot, die Tanzmusik mit Jazzelementen spielte. Später wurde er für zwei Jahrzehnte Kapellmeister des kleinen Wiener Rundfunkorchesters, welches durch seine Sendungen "Im Konzertkaffee" Berühmtheit erlangte. Er leitete auch das Wiener Jazzorchester. Gemeinsam mit Hans Schneider setzte er mit den 20 Etüden für Saxophon (1929) instrumentalpädagogische Akzente, schrieb aber auch Tanzmusik, Schlager und Wienerlieder. Auch war er an der Musik zu Filmen wie Csibi, der Fratz (1933) beteiligt. Zu seinen Saxophon-Schülern zählte Carl Drewo. Er wurde am Wiener Zentralfriedhof bestattet.